# 7. tisočletje pr. n. št.
V sedmem tisočletju pr. n. št. se je poljedelstvo iz Anatolije razširilo na Balkan. Prebivalstvo je obsegalo okrog 5 milijonov ljudi, ki so večinoma živeli v lovsko-nabiralskih skupnostih. Na Bližnjem vzhodu so udomačili govedo, lončarstvo se je razširilo v Evropo in Južno Azijo. 